# Alegria, Surigao del Norte
Alegria là một đô thị hạng 5 ở tỉnh Surigao del Norte, Philippines. Theo điều tra dân số năm 2000, đô thị này có dân số 12.923 người trong 2.350 hộ.

## Các đơn vị hành chính
Alegria được chia thành 12 barangay.
- Alipao
- Anahaw
- Budlingin
- Camp Eduard (Geotina)
- Ferlda
- Gamuton
- Julio Ouano (Pob.)
- Ombong
- Poblacion (Alegria)
- Pongtud
- San Juan
- San Pedro